# مغولی‌دزد
مُغولی‌دزد  یا مونگولستس (Mongolestes به معنی «دزد مغولی») یک سرده منقرض شده از میان‌پنجه‌سانان است که در سازند «اولان گوچو» در مغولستان داخلی چین یافت شده‌است. خاستگاه این جاندار احتمالاً از آسیا بوده‌است. مغولی‌دزد آخرین نماینده بازمانده از میان‌پنجه‌سانان بود و در اوایل الیگوسن منقرض شد.
مغولی‌دزد در چندین ویژگی دندانی از دیگر میان‌پنجه‌سانان متمایز است، از جمله دندان‌های بسیار بزرگ و از دست دادن دندان آسیاب سوم و التصاق چانه‌ای که شیب‌دارتر است.

## یادداشت
1. 1 2  (Szalay و Gould 1966، ص. 136)
2. ↑  (Jin 2005، ص. 163)